# Matko Mandić
Matko Mandić (22. září 1849 Mihotići – 13. března 1915 Terst) byl římskokatolický kněz a rakouský politik chorvatské národnosti z Istrie, na počátku 20. století poslanec Říšské rady.

## Biografie
Byl katolickým duchovním. Na kněze byl vysvěcen roku 1874. Pak studoval na Univerzitě Karlově v Praze přírodní vědy a působil jako učitel na gymnáziu v Záhřebu. Brzy se zapojil do veřejného a politického života. V Terstu působil jako šéfredaktor listu Naša sloga, potom jako prezident dělnického podpůrného spolku. Byl členem politické strany Edinost, která zastupovala terstské Slovince a Chorvaty. Od roku 1889 byl poslancem Istrijského zemského sněmu. Byl stoupencem Strany práva (takzvaní pravaši).
Na počátku 20. století se zapojil i do celostátní politiky. Ve volbách do Říšské rady roku 1907, konaných poprvé podle všeobecného a rovného volebního práva, získal mandát v Říšské radě (celostátní zákonodárný sbor) za obvod Istrie 4. Byl členem poslanecké frakce Svaz Jihoslovanů. Za tento obvod byl zvolen i ve volbách do Říšské rady roku 1911. Byl nyní poslancem za Chorvatsko-slovinský klub. K roku 1911 se profesně uvádí jako zemský poslanec, duchovní, redaktor, profesor.